# Ексби-
ексби (на английски: exbi, или exabinary) е двоична представка, въведена от IEC през 1996 г. Означава се с Ei и представлява бинарната стойност на десетичната представка екса (1 000 000 000 000 000 000, един квинтилион), т.е. 260 (1 152 921 504 606 846 976), или с ~15% по-голяма от екса.
Пример:
20 EiB = 20 × 260 байта = 23 058 430 092 136 939 520 байта ≈ 23 EB